# Qianjiang Wulingshan Airport
Qianjiang Wulingshan Airport (kinesiska: 黔江武陵山机场) är en flygplats i Kina. Den ligger i storstadsområdet Chongqing, i den sydvästra delen av landet, omkring 220 kilometer öster om det centrala stadsdistriktet Yuzhong.
Runt Qianjiang Wulingshan Airport är det ganska tätbefolkat, med 192 invånare per kvadratkilometer. Närmaste större samhälle är Zhoubai, 1,9 km nordväst om Qianjiang Wulingshan Airport. I omgivningarna runt Qianjiang Wulingshan Airport växer huvudsakligen savannskog.
Genomsnittlig årsnederbörd är 1 609 millimeter. Den regnigaste månaden är maj, med i genomsnitt 291 mm nederbörd, och den torraste är december, med 21 mm nederbörd.